# Hammond River
Hammond River är ett vattendrag i Kanada.   Det ligger i provinsen New Brunswick, i den sydöstra delen av landet, 800 km öster om huvudstaden Ottawa.
I omgivningarna runt Hammond River växer i huvudsak blandskog. Runt Hammond River är det ganska glesbefolkat, med 21 invånare per kvadratkilometer.